# Ladislav Petráš
Ladislav Petráš (Prievidza, Checoslovaquia; 1 de diciembre de 1946) fue un futbolista y entrenador eslovaco que jugaba en la posición de delantero.

## Carrera

### Club
Inició su carrera con el FC Banik Prievidza en 1964 por cuatro años hasta que fue traspasado al FK Dukla Banská Bystrica, con quien anotó 20 goles en 21 partidos entre 1968 y 1969.
En 1969 pasaría al Inter de Bratislava con quien jugaría por once años en 218 partidos añotó 65 goles y ganó dos veces la Copa Internacional de fútbol. En 1980 viaja a Austria para jugar con el Wiener AC hasta su retiro en 1983.

### Selección nacional
Jugó para Checoslovaquia de 1970 a 1976 en 19 partidos y anotó seis goles, incluyendo los dos goles que anotó la selección en México 1970, donde el gol que anotó ante Brasil lo celebró de rodillas con la señal de la cruz, mostrando su fe católica contraria al régimen comunista de Checoslovaquia que negaba toda creencia religiosa.
También estuvo en el equipo que participó en los Juegos Olímpicos de México 1968 y en la selección que ganó la Eurocopa 1976.

### Entrenador
Dirigió a Eslovaquia en 2006.

## Logros

### Club
- Copa Internacional de fútbol: 2

1975, 1976

### Selección
- Eurocopa de fútbol: 1

1976